# Jean Reynier
Jean Reynier, francoski general, * 1771, † 1814.
1. 1 2 3 4  Record #140511075 // Gemeinsame Normdatei — 2012—2016.
2. ↑  podatkovna baza Léonore — ministère de la Culture.
3. ↑  SNAC — 2010.
4. ↑  Find a Grave — 1996.